# Forte Escape
Forte Escape(본명 이철희)는 대한민국의 게임음악 작곡가이다.

## 경력
〈디제이맥스 트릴로지〉의 총지휘를 맡았으나, 2009년 초 펜타비전을 퇴사, 트릴로지 작업에서 손을 떼었다. 그는 회사를 나온 이유를 "트릴로지의 개발일정이 전면 폐기되면서 개발팀이 공중분해되었고 자신의 역할도 끝났기 때문"이라고 밝혔다. 현재는 오투잼 아날로그에 신곡을 발표하고 있다.

## 특기사항
- 자신은 꾸준히 작업하기보다는 쉬었다가 한번에 몰아쳐서 끝내는 업무 스타일이라고 밝혔다.[3]

## 주요 작품
굵은 글씨는 참가 앨범명, 괄호는 트랙 넘버임.
- 〈디제이맥스 포터블〉
  - 바람에게 부탁해 (1)
  - 바람의 기억
  - End of the Moonlight (2)
  - Save My Dream (10)
  - Can We Talk (14)
  - FunkyChups (20)
  - Futurism (22)
  - ASTRO FIGHT (24)
  - Elastic STAR (29)
  - Catch Me (32)
  - Para-Q (35)
  - Triple ZOE (40)
  - Ya! Party! (41)
  - A.I. (44)

- 〈마술모자 퍼레이드〉: 공동프로듀싱

- 〈아스트로 레인저 AC>

- 〈오투잼 아날로그〉
- 〈터치믹스2〉
  - Mind Cube

## 참고 문헌
1. ↑  DJMAX PC 패키지 신작, ‘DJMAX트릴로지’ 공개 보관됨 2008-12-24 - 웨이백 머신. ThisIsGame.com. 2008-12-08 입력, 2009-07-11 확인.
2. ↑  DJMAX 트릴로지, 향후 계획은 취소?[깨진 링크(과거 내용 찾기)]. ThisIsGame.com. 2009-07-11 입력, 2009-07-11 확인.
3. ↑  'Forte Escape', 그에 관한 잡담[깨진 링크(과거 내용 찾기)]. 2008-12-17 입력, 2009-07-13 확인.